# Windows Neptune
Windows Neptune fue una versión de Microsoft Windows que se suponía iba a ser la primera versión para consumidores de Windows NT, ya que antes NT se distribuía como un sistema operativo empresarial y de oficinas, que fue desarrollada entre 1998 y 1999.
Neptune fue inicialmente desarrollado junto al proyecto Odyssey, el cual iba a ser el sucesor de Windows 2000, pero ambos fueron cancelados en enero de 2000 para fusionarlos en un nuevo proyecto llamado Whistler, que en 2001 acabaría siendo Windows XP.
A la fecha, una sola compilación de Neptune ha sido filtrada, la Microsoft Neptune Developer Release (5.50.5111.1) del 27 de diciembre de 1999, aunque también se han registrado más compilaciones que no han sido filtradas pero hay referencias a ellas en archivos hallados en compilaciones beta de Windows ME.

### Nueva pantalla de inicio de sesión
La pantalla de inicio de sesión que tenía Neptune marcó una gran evolución con respecto a Windows 2000:
- El cuadro de diálogo en el que se introducía el nombre de usuario y la contraseña pasó a ser una aplicación que ahora ocupa la pantalla completa.
- Las cuentas de usuario ahora se muestran en una lista.
- El menú desplegable que contenía las opciones de intercambio de entrada del teclado y de apagado ha desaparecido. La opción de apagado ahora es un botón y la opción de intercambio de entrada del teclado aparece junto al campo de contraseña de la cuenta de haber sido configurada.
- El nombre del equipo se muestra en la esquina inferior derecha. Al trasladarse el desarrollo a Whistler, esta característica fue desechada.

A pesar de todas estas características, la nueva pantalla de inicio de sesión no es más que una aplicación HTML.

### Centro de actividades
El centro de actividades es una utilidad originalmente planeada para el proyecto Millenium (Windows ME). Sin embargo, Neptune heredó esta función, aunque se encuentra rota y no funciona correctamente.

### Identidades de Windows
Este es un nuevo applet que se encuentra en el panel de control, y era una versión muy temprana del centro de cuentas de usuario de versiones posteriores de Windows. En él se pueden administrar las cuentas de usuario del sistema y crear nuevas. Para crear nuevas cuentas de usuario, Neptune posee cuatro tipos:
- Propietario: Esta cuenta es el equivalente a las cuentas de administrador y está pensada para usuarios que hacen cambios a nivel de sistema en la computadora. Las cuentas de propietario pueden hacer también cambios amplios a las demás cuentas, como crear contraseñas, cambiar las imágenes e incluso el tipo de cuenta.
- Adulto: Esta cuenta es el equivalente a las cuentas estándares y está pensada para usuarios que hacen cambios básicos de la computadora, como la instalación de programas y de software.
- Niño: Esta cuenta es el equivalente a las cuentas estándares con controles parentales y está pensada para niños que usan la computadora y cuya actividad debe ser monitoreada para evitar la corrupción de configuraciones del sistema y la eliminación de archivos importantes del sistema.
- Invitado: Esta es la única cuenta que no cambió en las versiones posteriores y está desactivada por defecto. Está pensada para personas que harán uso temporal de la computadora. Los cambios en la configuración, temas y el historial de navegación serán eliminados una vez que la cuenta se desactive de nuevo y tan solo los documentos creados en ella serán guardados.

Además, se introdujeron dos nuevas características a las cuentas de usuario:
- Imágenes de cuenta: Son imágenes predefinidas que puede usar el usuario para identificar su cuenta. También es posible usar imágenes en los directorios del equipo en su lugar.
- Indicios de contraseña: Son frases que puede configurar el usuario con el objetivo de ayudarle a recordar su contraseña si llegara a olvidarla.

### Ayuda y soporte técnico/PCHealth
Esta es otra aplicación heredada de Millenium y al mismo tiempo del anteriormente mencionado centro de actividades. Esta parcialmente rota, aunque también hay temas de ayuda a los que sí es posible acceder.

### AutoUpdate
Otra aplicación HTML compartida entre Neptune y Millenium, la cual estaba pensada para facilitar la entrega de actualizaciones desde Windows Update, a pesar de que no funciona. El diálogo inicial se mostrará solamente en la primera ejecución, en la que el usuario podrá aceptar el contrato de licencia y cambiar la configuración.

### Arranque rápido
Esta es otra función incluida en posteriores versiones de Windows, y se presume que acelera el proceso de arranque. Se encuentra en las opciones avanzadas de energía y solamente funciona si Neptune está instalado en una partición FAT.
Se comprueba que Neptune tiene el arranque rápido habilitado si la barra de progreso de la pantalla de arranque es verde en vez de azul. Puede que también aparezca en su lugar o tras arrancar normalmente otra ventana que indique que se está optimizando el arranque y su progreso.

### Prefetcher
Neptune también incluye la característica Prefetcher que sería luego incluida en Windows XP y se supone que acelera el arranque tanto del sistema como de otros programas al recopilar los archivos necesarios.

### Firewall
Existe una opción que permite habilitar el Firewall en las opciones avanzadas de cada conexión de red, la cual eventualmente sería incluida en Windows XP.

### Protector de pantalla de Mis imágenes
Este nuevo protector de pantalla muestra una serie de imágenes de la carpeta Mis imágenes y fue introducido por primera vez en el proyecto Millenium y Neptune lo heredó también.

## La cancelación de Neptune
El 21 de enero del 2000, 3 semanas y 4 días después del lanzamiento de la Neptune Developer Release, Paul Thurrott anunció que Neptune, junto con su contraparte empresarial Odyssey, fue cancelado ya que según ellos el desarrollar dos proyectos diferentes era algo muy ambicioso. Por consecuencia, se abandonó por completo para crear más tarde un solo proyecto, Whistler, al cual regresaron algunas pero no todas las características que alguna vez tuvo Neptune. Finalmente, el 24 de agosto de 2001 se compiló la RTM (release-to-manufacturing) del producto final que hoy en día es Windows XP.